# Serie A 2016-2017 (rugby a 15)
La serie A1 2016-17 fu l'83º campionato di seconda divisione di rugby a 15 in Italia.
Si tenne dal 2 ottobre 2016 al 21 maggio 2017 tra 24 squadre ripartite in prima fase su 3 gironi geografici e in seconda fase su due poule di merito con play-off finali per la promozione.
Esso fu vinto dalla formazione fiorentina I Medicei che si aggiudicò, battendo L’Aquila nella finale allo Stadio Lanfranchi di Parma, il titolo di campione d'Italia di serie A e la promozione al campionato nazionale di Eccellenza 2017-18, riportando così il capoluogo toscano nell'élite del rugby italiano dopo 33 anni (CUS Firenze in serie A 1983-84).
Nonostante il risultato sportivo conseguito sul campo nella stagione precedente, il Lumezzane rinunciò alla promozione lasciando così via libera alla migliore delle retrocesse, il Parabiago, che fu quindi ripescata.
A retrocedere in serie B furono Badia, Pesaro, Casale e Capitolina: singolarmente le ultime due avevano mancato di poco l'accesso alla pool promozione (i veneti a pari punti dell'ultima delle qualificate, i romani a pari numero di vittorie ma con un punto in meno di bonus).
Dal punto di vista disciplinare il campionato registrò, all'ottava giornata della prima fase, nell'incontro a Padova tra Valsugana e Vicenza, l'aggressione all'arbitro Maria Beatrice Benvenuti da parte del capitano dei vicentini, l'italo-argentino Bruno Andrés Doglioli, cui furono inflitti tre anni di squalifica con proposta di radiazione, successivamente accolta dalla corte d'appello federale su ricorso della F.I.R..

## Squadre partecipanti

### Girone 1
| Club            | Sponsor           | Città   | Impianto interno  |
| --------------- | ----------------- | ------- | ----------------- |
| Accademia FIR   |                   | Parma   | Stadio Lanfranchi |
| CUS Genova      |                   | Genova  | Stadio Carlini    |
| I Medicei       | Toscana Aeroporti | Firenze | Stadio Lodigiani  |
| Noceto          |                   | Noceto  | Stadio Capra      |
| Cavalieri Union |                   | Prato   | Stadio Chersoni   |
| Pro Recco       |                   | Recco   | Stadio Androne    |

### Girone 2
| Club         | Sponsor | Città                 | Impianto interno        |
| ------------ | ------- | --------------------- | ----------------------- |
| Brescia      |         | Brescia               | Stadio Invernici        |
| Colorno      |         | Colorno               | Stadio Pavesi           |
| Verona       |         | Verona                | C.S. Gavagnin-Nocini    |
| Rugby Milano |         | Milano                | Stadio Giuriati         |
| Parabiago    |         | Parabiago             | C.S. Venegoni-Marazzini |
| Valpolicella |         | San Pietro in Cariano | Campo sportivo comunale |

### Girone 3
| Club      | Sponsor | Città           | Impianto interno                 |
| --------- | ------- | --------------- | -------------------------------- |
| Badia     | Borsari | Badia Polesine  | Nuovi impianti sportivi comunali |
| Casale    | Dopla   | Casale sul Sile | Stadio Eugenio                   |
| Tarvisium | Botter  | Treviso         | Campo San Paolo                  |
| Udine     |         | Udine           | Stadio Gerli                     |
| Valsugana |         | Padova          | C.S. Altichiero                  |
| Vicenza   | Rangers | Vicenza         | Rugby Arena                      |

### Girone 4
| Club       | Sponsor | Città             | Impianto interno         |
| ---------- | ------- | ----------------- | ------------------------ |
| Benevento  | IVPC    | Benevento         | Stadio Pacevecchia       |
| Capitolina |         | Roma              | Campo dell'Unione        |
| Gran Sasso |         | Villa Sant'Angelo | Centro sportivo comunale |
| L’Aquila   |         | L'Aquila          | Stadio Fattori           |
| Pesaro     |         | Pesaro            | Stadio Patrignani        |
| Primavera  |         | Roma              | C.S. Giulio Onesti       |

## Formula
Il campionato si svolse in due fasi a gironi e una a play-off secondo lo schema seguente:
- Prima fase a gironi. Le 24 squadre furono ripartite in 4 gironi da 6 squadre ciascuno secondo criteri di prossimità geografica. In tale fase le squadre si incontrarono, in ogni girone, con la formula all'italiana in partita di andata e ritorno.
- Seconda fase a gironi. Le migliori tre classificate di ogni girone andarono a formare la poule promozione, le ultime tre la poule retrocessione; entrambe le poule furono suddivise in due gironi da sei squadre ciascuno.
  - Pool promozione: la pool 1 fu composta dalle prime tre classificate dei gironi 1 e 4, la pool 2 dalle prime tre classificate dei gironi 2 e 3.
  - Pool retrocessione: la pool 1 fu composta dalle ultime tre classificate dei gironi 1 e 4, la pool 2 dalle ultime tre classificate dei gironi 2 e 3. Le ultime due squadre di ciascuno di detti due gironi retrocedettero in serie B.
- Fase a play-off. Le prime due classificate dei gironi A e B della poule promozione accedettero ai play-off promozione: in semifinale la prima classificata di ciascuno dei due gironi incontrò in gara doppia la seconda del girone opposto, con gara di andata in casa della squadra seconda classificata. Le vincenti delle due semifinali disputarono la finale per il titolo di campione d'Italia di serie A e la promozione in Eccellenza 2015-16[2].

## Prima fase

### Girone 1
| 2-10-2016  | 1ª/6ª giornata           | 6-11-2016  |
| ---------- | ------------------------ | ---------- |
| 25-14      | Noceto — CUS Genova      | 17-21      |
| 53-10      | I Medicei — Prato Sesto  | 36-13      |
| 27-31      | Pro Recco — Accademia    | 13-22      |
|            |                          |            |
| 23-10-2016 | 4ª/9ª giornata           | 18-12-2016 |
| 37-14      | CUS Genova — Prato Sesto | 0-12       |
| 37-12      | I Medicei — Accademia    | 20-25      |
| 9-17       | Noceto — Pro Recco       | 13-3       |

| 9-10-2016  | 2ª/7ª giornata          | 4-12-2016 |
| ---------- | ----------------------- | --------- |
| 24-17      | Accademia — Noceto      | 21-7      |
| 12-19      | CUS Genova — I Medicei  | 17-36     |
| 14-27      | Prato Sesto — Pro Recco | 21-47     |
|            |                         |           |
| 30-10-2016 | 5ª/10ª giornata         | 15-1-2017 |
| 32-24      | Accademia — CUS Genova  | 45-8      |
| 27-13      | Pro Recco — I Medicei   | 5-45      |
| 19-16      | Prato Sesto — Noceto    | 5-13      |

| 16-10-2016 | 3ª/8ª giornata          | 11-12-2016 |
| ---------- | ----------------------- | ---------- |
| 10-15      | Noceto — I Medicei      | 0-46       |
| 10-48      | Prato Sesto — Accademia | 22-33      |
| 22-11      | Pro Recco — CUS Genova  | 27-12      |

#### Classifica
|  |    | Squadra         | G  | V | N | P | PF  | PS  | P±   | B | Pt |
|  | -- | --------------- | -- | - | - | - | --- | --- | ---- | - | -- |
|  | 1. | Accademia FIR   | 10 | 9 | 0 | 1 | 293 | 185 | 108  | 6 | 42 |
|  | 2. | I Medicei       | 10 | 8 | 0 | 2 | 320 | 131 | 189  | 6 | 38 |
|  | 3. | Pro Recco       | 10 | 6 | 0 | 4 | 215 | 191 | 24   | 4 | 28 |
|  | 4. | Noceto          | 10 | 3 | 0 | 7 | 127 | 185 | −58  | 4 | 16 |
|  | 5. | CUS Genova      | 10 | 2 | 0 | 8 | 156 | 249 | −93  | 2 | 10 |
|  | 6. | Cavalieri Union | 10 | 2 | 0 | 8 | 140 | 310 | −170 | 1 | 9  |

### Girone 2
| 2-10-2016  | 1ª/6ª giornata           | 6-11-2016  |
| ---------- | ------------------------ | ---------- |
| 28-29      | Brescia — Colorno        | 17-15      |
| 15-43      | Parabiago — Verona       | 10-28      |
| 30-10      | Valpolicella — Milano    | 12-18      |
|            |                          |            |
| 23-10-2016 | 4ª/9ª giornata           | 18-12-2016 |
| 40-17      | Brescia — Milano         | 56-12      |
| 10-24      | Parabiago — Valpolicella | 25-25      |
| 11-18      | Verona — Colorno         | 14-25      |

| 9-10-2016  | 2ª/7ª giornata         | 4-12-2016 |
| ---------- | ---------------------- | --------- |
| 24-13      | Colorno — Valpolicella | 39-0      |
| 40-37      | Milano — Parabiago     | 23-12     |
| 18-12      | Verona — Brescia       | 16-13     |
|            |                        |           |
| 30-10-2016 | 5ª/10ª giornata        | 15-1-2017 |
| 30-8       | Colorno — Parabiago    | 26-14     |
| 17-47      | Milano — Verona        | 7-29      |
| 13-36      | Valpolicella — Brescia | 19-32     |

| 16-10-2016 | 3ª/8ª giornata        | 11-12-2016 |
| ---------- | --------------------- | ---------- |
| 40-24      | Colorno — Milano      | 20-23      |
| 20-29      | Parabiago — Brescia   | 33-38      |
| 19-26      | Valpolicella — Verona | 10-20      |

#### Classifica
|  |    | Squadra      | G  | V | N | P | PF  | PS  | P±   | B  | Pt |
|  | -- | ------------ | -- | - | - | - | --- | --- | ---- | -- | -- |
|  | 1. | Colorno      | 10 | 8 | 0 | 2 | 266 | 152 | 114  | 7  | 39 |
|  | 2. | Brescia      | 10 | 7 | 0 | 3 | 301 | 192 | 109  | 10 | 38 |
|  | 3. | Verona       | 10 | 8 | 0 | 2 | 252 | 146 | 106  | 6  | 38 |
|  | 4. | Rugby Milano | 10 | 4 | 0 | 6 | 191 | 323 | −132 | 1  | 17 |
|  | 5. | Valpolicella | 10 | 2 | 1 | 7 | 165 | 240 | −75  | 5  | 15 |
|  | 6. | Parabiago    | 10 | 0 | 1 | 9 | 184 | 306 | −122 | 4  | 6  |

### Girone 3
| 2-10-2016  | 1ª/6ª giornata        | 6-11-2016  |
| ---------- | --------------------- | ---------- |
| 19-29      | Badia — Casale        | 14-19      |
| 9-16       | Tarvisium — Valsugana | 8-19       |
| 32-17      | Udine — Vicenza       | 26-11      |
|            |                       |            |
| 23-10-2016 | 4ª/9ª giornata        | 18-12-2016 |
| 20-20      | Badia — Tarvisium     | 21-26      |
| 17-6       | Casale — Vicenza      | 47-28      |
| 21-19      | Udine — Valsugana     | 0-28       |

| 9-10-2016  | 2ª/7ª giornata      | 4-12-2016 |
| ---------- | ------------------- | --------- |
| 25-24      | Casale — Udine      | 28-43     |
| 27-5       | Valsugana — Badia   | 15-10     |
| 6-21       | Vicenza — Tarvisium | 0-32      |
|            |                     |           |
| 30-10-2016 | 5ª/10ª giornata     | 15-1-2017 |
| 20-13      | Tarvisium — Udine   | 18-15     |
| 32-10      | Valsugana — Casale  | 16-10     |
| 31-8       | Vicenza — Badia     | 0-48      |

| 16-10-2016 | 3ª/8ª giornata      | 11-12-2016 |
| ---------- | ------------------- | ---------- |
| 28-27      | Badia — Udine       | 5-41       |
| 12-18      | Tarvisium — Casale  | 27-16      |
| 13-18      | Vicenza — Valsugana | 5-38       |

#### Classifica
|  |    | Squadra   | G  | V | N | P | PF  | PS  | P±   | B | Pt |
|  | -- | --------- | -- | - | - | - | --- | --- | ---- | - | -- |
|  | 1. | Valsugana | 10 | 9 | 0 | 1 | 228 | 91  | 137  | 4 | 40 |
|  | 2. | Udine     | 10 | 6 | 0 | 4 | 245 | 196 | 49   | 7 | 31 |
|  | 3. | Tarvisium | 10 | 5 | 1 | 4 | 190 | 147 | 43   | 5 | 27 |
|  | 4. | Casale    | 10 | 6 | 0 | 4 | 219 | 221 | −2   | 3 | 27 |
|  | 5. | Badia     | 10 | 2 | 1 | 7 | 178 | 235 | −57  | 4 | 14 |
|  | 6. | Vicenza   | 10 | 1 | 0 | 9 | 117 | 287 | −170 | 2 | 6  |

### Girone 4
| 2-10-2016  | 1ª/6ª giornata         | 6-11-2016  |
| ---------- | ---------------------- | ---------- |
| 36-12      | L'Aquila — Capitolina  | 13-18      |
| 46-17      | Benevento — Pesaro     | 34-28      |
| 26-10      | Primavera — Gran Sasso | 6-13       |
|            |                        |            |
| 23-10-2016 | 4ª/9ª giornata         | 18-12-2016 |
| 18-5       | Benevento — Capitolina | 13-24      |
| 22-16      | Gran Sasso — Pesaro    | 5-12       |
| 10-13      | Primavera — L'Aquila   | 32-17      |

| 9-10-2016  | 2ª/7ª giornata          | 4-12-2016 |
| ---------- | ----------------------- | --------- |
| 26-19      | Capitolina — Primavera  | 0-28      |
| 24-9       | Gran Sasso — Benevento  | 20-25     |
| 10-57      | Pesaro — L'Aquila       | 7-54      |
|            |                         |           |
| 30-10-2016 | 5ª/10ª giornata         | 15-1-2017 |
| 36-15      | L'Aquila — Benevento    | 25-39     |
| 15-10      | Capitolina — Gran Sasso | 20-25     |
| 13-29      | Pesaro — Primavera      | 11-26     |

| 16-10-2016 | 3ª/8ª giornata        | 11-12-2016 |
| ---------- | --------------------- | ---------- |
| 26-20      | L'Aquila — Gran Sasso | 25-19      |
| 22-24      | Pesaro — Capitolina   | 5-32       |
| 23-10      | Primavera — Benevento | 17-33      |

#### Classifica
|  |    | Squadra    | G  | V | N | P | PF  | PS  | P±   | B | Pt |
|  | -- | ---------- | -- | - | - | - | --- | --- | ---- | - | -- |
|  | 1. | L’Aquila   | 10 | 7 | 0 | 3 | 302 | 182 | 120  | 5 | 33 |
|  | 2. | Primavera  | 10 | 6 | 0 | 4 | 216 | 146 | 70   | 6 | 30 |
|  | 3. | Benevento  | 10 | 6 | 0 | 4 | 242 | 219 | 23   | 4 | 28 |
|  | 4. | Capitolina | 10 | 6 | 0 | 4 | 176 | 189 | −13  | 3 | 27 |
|  | 5. | Gran Sasso | 10 | 4 | 0 | 6 | 168 | 180 | −12  | 5 | 21 |
|  | 6. | Pesaro     | 10 | 1 | 0 | 9 | 141 | 329 | −188 | 5 | 9  |

## Seconda fase

### Pool promozione 1
| 12-2-2017 | 1ª/6ª giornata        | 26-3-2017 |
| --------- | --------------------- | --------- |
| 14-20     | Benevento — Pro Recco | 17-40     |
| 23-18     | I Medicei — L'Aquila  | 33-29     |
| 20-36     | Primavera — Accademia | 8-52      |
|           |                       |           |
| 5-3-2017  | 4ª/9ª giornata        | 23-4-2017 |
| 16-8      | L'Aquila — Pro Recco  | 6-3       |
| 38-21     | Benevento — Accademia | 17-21     |
| 35-0      | I Medicei — Primavera | 55-5      |

| 19-2-2017 | 2ª/7ª giornata        | 2-4-2017  |
| --------- | --------------------- | --------- |
| 14-20     | Accademia — I Medicei | 22-26     |
| 19-3      | L'Aquila — Benevento  | 29-19     |
| 26-10     | Pro Recco — Primavera | 37-6      |
|           |                       |           |
| 19-3-2017 | 5ª/10ª giornata       | 30-4-2017 |
| 19-20     | Accademia — L'Aquila  | 28-24     |
| 11-20     | Primavera — Benevento | 41-42     |
| 25-16     | Pro Recco — Medicei   | 0-30      |

| 26-2-2017 | 3ª/8ª giornata        | 9-4-2017 |
| --------- | --------------------- | -------- |
| 19-15     | Accademia — Pro Recco | 21-21    |
| 7-50      | Benevento — I Medicei | 7-68     |
| 0-38      | Primavera — L'Aquila  | 12-47    |

#### Classifica
|  |    | Squadra       | G  | V | N | P  | PF  | PS  | P±   | B | Pt |
|  | -- | ------------- | -- | - | - | -- | --- | --- | ---- | - | -- |
|  | 1. | I Medicei     | 10 | 9 | 0 | 1  | 356 | 127 | 229  | 5 | 41 |
|  | 2. | L’Aquila      | 10 | 7 | 0 | 3  | 246 | 148 | 98   | 7 | 35 |
|  | 3. | Accademia FIR | 10 | 5 | 1 | 4  | 253 | 209 | 44   | 6 | 28 |
|  | 4. | Pro Recco     | 10 | 5 | 1 | 4  | 195 | 155 | 40   | 5 | 27 |
|  | 5. | Benevento     | 10 | 3 | 0 | 7  | 184 | 320 | −136 | 4 | 16 |
|  | 6. | Primavera     | 10 | 0 | 0 | 10 | 113 | 338 | −225 | 2 | 2  |

### Pool promozione 2
| 29-1-2017 | 1ª/6ª giornata        | 26-3-2017 |
| --------- | --------------------- | --------- |
| 0-32      | Brescia — Colorno     | 15-24     |
| 0-50      | Tarvisium — Valsugana | 0-35      |
| 20-22     | Udine — Verona        | 20-49     |
|           |                       |           |
| 5-3-2017  | 4ª/9ª giornata        | 23-4-2017 |
| 11-3      | Brescia — Udine       | 15-23     |
| 33-19     | Tarvisium — Colorno   | 10-50     |
| 27-14     | Valsugana — Verona    | 26-25     |

| 12-2-2017 | 2ª/7ª giornata      | 2-4-2017  |
| --------- | ------------------- | --------- |
| 35-7      | Colorno — Udine     | 15-20     |
| 39-0      | Valsugana — Brescia | 36-25     |
| 31-7      | Verona — Tarvisium  | 24-20     |
|           |                     |           |
| 19-3-2017 | 5ª/10ª giornata     | 30-4-2017 |
| 21-26     | Colorno — Valsugana | 17-18     |
| 32-13     | Udine — Tarvisium   | 7-22      |
| 8-16      | Verona — Brescia    | 33-19     |

| 19-2-2017 | 3ª/8ª giornata      | 9-4-2017 |
| --------- | ------------------- | -------- |
| 32-20     | Colorno — Verona    | 20-25    |
| 25-29     | Tarvisium — Brescia | 13-6     |
| 19-36     | Udine — Valsugana   | 12-42    |

#### Classifica
|  |    | Squadra   | G  | V  | N | P | PF  | PS  | P±   | B | Pt |
|  | -- | --------- | -- | -- | - | - | --- | --- | ---- | - | -- |
|  | 1. | Valsugana | 10 | 10 | 0 | 0 | 335 | 133 | 202  | 6 | 46 |
|  | 2. | Verona    | 10 | 6  | 0 | 4 | 251 | 207 | 44   | 5 | 29 |
|  | 3. | Colorno   | 10 | 5  | 0 | 5 | 265 | 174 | 91   | 8 | 28 |
|  | 4. | Tarvisium | 10 | 3  | 0 | 7 | 143 | 283 | −140 | 3 | 15 |
|  | 5. | Udine     | 10 | 3  | 0 | 7 | 163 | 260 | −97  | 2 | 14 |
|  | 6. | Brescia   | 10 | 3  | 0 | 7 | 136 | 236 | −100 | 2 | 14 |

### Pool retrocessione 1
| 12-2-2017 | 1ª/6ª giornata           | 26-3-2017 |
| --------- | ------------------------ | --------- |
| 40-0      | CUS Genova — Gran Sasso  | 30-15     |
| 5-10      | Pesaro — Noceto          | 22-22     |
| 27-22     | Prato Sesto — Capitolina | 28-23     |
|           |                          |           |
| 5-3-2017  | 4ª/9ª giornata           | 23-4-2017 |
| 38-15     | Capitolina — Noceto      | 12-13     |
| 29-3      | CUS Genova — Pesaro      | 24-7      |
| 12-17     | Prato Sesto — Gran Sasso | 10-14     |

| 19-2-2017 | 2ª/7ª giornata          | 2-4-2017  |
| --------- | ----------------------- | --------- |
| 18-15     | Capitolina — CUS Genova | 13-27     |
| 33-14     | Gran Sasso — Pesaro     | 11-18     |
| 3-9       | Noceto — Prato Sesto    | 20-23     |
|           |                         |           |
| 19-3-2017 | 5ª/10ª giornata         | 30-4-2017 |
| 36-28     | Gran Sasso — Capitolina | 17-14     |
| 20-38     | Pesaro — Prato Sesto    | 14-27     |
| 27-17     | Noceto — CUS Genova     | 15-7      |

| 26-2-2017 | 3ª/8ª giornata           | 9-4-2017 |
| --------- | ------------------------ | -------- |
| 22-20     | Gran Sasso — Noceto      | 14-15    |
| 19-13     | Pesaro — Capitolina      | 8-23     |
| 33-10     | Prato Sesto — CUS Genova | 18-24    |

#### Classifica
|  |    | Squadra         | G  | V | N | P | PF  | PS  | P±   | B | Pt |
|  | -- | --------------- | -- | - | - | - | --- | --- | ---- | - | -- |
|  | 1. | Cavalieri Union | 10 | 7 | 0 | 3 | 225 | 167 | 58   | 4 | 32 |
|  | 2. | Gran Sasso      | 10 | 6 | 0 | 4 | 179 | 201 | −22  | 4 | 28 |
|  | 3. | CUS Genova      | 10 | 6 | 0 | 4 | 223 | 149 | 74   | 3 | 27 |
|  | 4. | Noceto          | 10 | 5 | 1 | 4 | 160 | 169 | −9   | 4 | 26 |
|  | 5. | Capitolina      | 10 | 3 | 0 | 7 | 213 | 205 | 8    | 8 | 20 |
|  | 6. | Pesaro          | 10 | 2 | 1 | 7 | 130 | 239 | −109 | 1 | 11 |

### Pool retrocessione 2
| 29-1-2017 | 1ª/6ª giornata        | 26-3-2017 |
| --------- | --------------------- | --------- |
| 16-18     | Badia — Milano        | 32-38     |
| 20-25     | Casale — Valpolicella | 15-15     |
| 18-20     | Vicenza — Parabiago   | 8-48      |
|           |                       |           |
| 5-3-2017  | 4ª/9ª giornata        | 23-4-2017 |
| 6-17      | Badia — Valpolicella  | 29-27     |
| 23-30     | Casale — Vicenza      | 7-35      |
| 30-29     | Milano — Parabiago    | 21-63     |

| 12-2-2017 | 2ª/7ª giornata         | 2-4-2017  |
| --------- | ---------------------- | --------- |
| 18-19     | Milano — Casale        | 40-12     |
| 26-7      | Parabiago — Badia      | 24-27     |
| 22-11     | Valpolicella — Vicenza | 10-27     |
|           |                        |           |
| 19-3-2017 | 5ª/10ª giornata        | 30-4-2017 |
| 31-3      | Parabiago — Casale     | 14-22     |
| 27-22     | Valpolicella — Milano  | 19-36     |
| 28-19     | Vicenza — Badia        | 28-44     |

| 19-2-2017 | 3ª/8ª giornata           | 9-4-2017 |
| --------- | ------------------------ | -------- |
| 18-19     | Badia — Casale           | 25-17    |
| 31-7      | Valpolicella — Parabiago | 16-38    |
| 37-22     | Vicenza — Milano         | 23-28    |

#### Classifica
|  |    | Squadra      | G  | V | N | P | PF  | PS  | P±  | B | Pt |
|  | -- | ------------ | -- | - | - | - | --- | --- | --- | - | -- |
|  | 1. | Parabiago    | 10 | 6 | 0 | 4 | 300 | 183 | 117 | 8 | 32 |
|  | 2. | Rugby Milano | 10 | 6 | 0 | 4 | 273 | 277 | −4  | 5 | 29 |
|  | 3. | Valpolicella | 10 | 5 | 1 | 4 | 209 | 211 | −2  | 6 | 28 |
|  | 4. | Vicenza      | 10 | 5 | 0 | 5 | 245 | 243 | 2   | 6 | 26 |
|  | 5. | Badia        | 10 | 4 | 0 | 6 | 223 | 242 | −19 | 7 | 23 |
|  | 6. | Casale       | 10 | 3 | 1 | 6 | 157 | 251 | −94 | 4 | 18 |

## Fase aplay-off
|  | Semifinali | Semifinali | Semifinali | Semifinali | Semifinali |  |  | Finale    | Finale    | Finale |  |
|  |            |            |            |            |            |  |  |           |           |        |  |
|  | L’Aquila   | L’Aquila   | 30         | 33         | 63         |  |  |           |           |        |  |
|  | Valsugana  | Valsugana  | 19         | 21         | 40         |  |  | L’Aquila  | L’Aquila  | 14     |  |
|  | Verona     | Verona     | 14         | 10         | 24         |  |  | I Medicei | I Medicei | 38     |  |
|  | I Medicei  | I Medicei  | 21         | 69         | 90         |  |  |           |           |        |  |

### Semifinali
| Arbitro: | Rizzo (Crema) |

|                                         |      |                        |
| Basha 32’, 43’ Angelini 48’ tecnica 75’ | mt   | 63’ Lisciani           |
| Cozzi 48’, 75’                          | tr   | 63’ Roden              |
| Cozzi 16’, 22’                          | c.p. | 3’, 8’, 37’, 46’ Roden |

| Arbitro: | Schipani (Benevento) |

|                               |      |                      |
| Rizzelli 14’ M. Neethling 72’ | mt   | 4’ Citi 80’ Meyer    |
| Cruciani 14’, 72’             | tr   | 4’ Newton            |
|                               | c.p. | 43’, 49’, 74’ Newton |

| Arbitro: | Tomò (Roma) |

|                                |    |                                                                     |
| Beraldin 3’, 40’ Caporello 14’ | mt | 9’ Carnicelli 53’ Rettagliata 65’ tecnica 68’ Speranza 77’ Cerasoli |
| Roden 3’, 14’, 40’             | tr | 53’, 65’, 68’ Cozzi 77’ Di Marco                                    |

| Arbitro: | Blessano (Treviso) |

| |      |                            |
| Bottacci 4’ Lubian 6’ Cerioni 15’ Broglia 19’ Citi 26’ Santillo 37’ Taddei 47’ Reale 77’, 79’ Rodwell 80’ | mt   | 33’ R. Neethling 68’ Rossi |
| Newton 4’, 6’, 15’, 26’, 37’, 47’ Reale 79’, 80’                                                          | tr   |                            |
| Reale 65’                                                                                                 | c.p. |                            |

### Finale
| Arbitro: | Liperini (Livorno) |

| |              | |
| Citi 2’ Furia 7’ Cerioni 37’ Boccardo 42’ | mt           | 46’ tecnica 60’ Basha |
| Newton 2’, 37’, 42’ | tr           | 46’, 60’ Cozzi |
| Newton 40’, 63’, 75’ | c.p.         | |
| Taddei 79’ | drop         | |
| · Santillo · Lubian · Rodwell · Cerioni · Citi · Newton · Taddei · Bottacci · Boccardo · 52’ 62’ 73’ Meyer · 71’ Ippolito (c) · Maran · 61’ Battisti · Broglia · 48’ Furia | Formazioni   | · Cozzi · Palmisano 41’ · Erbolini 75’ · Angelini · Giorgini · Di Marco 61’ · Carnicelli 41’ · Basha · Canulli 71’ · Gentile · Cerasoli · Cialone (c) 41’ · Montivero 71’ · Rettagliata 71’ · Schiavon 66’ |
| · 48’ 62’ Cesareo · 56’ 62’ Casini · 61’ Fanelli · 62’ Battisti · 71’ Cemicetti · 73’ Cosi                                                                                 | Sostituzioni | · Caiazzo 41’ · Speranza 41’ · Vaschi 41’ · Laperuta 61’ · Barducci 66’ · Fusco 71’ · Ponzi 71’ · Rossi 71’ · Palmisano 75’                                                                                |
| Pasquale Presutti | Allenatori   | Vincenzo Troiani |

## Verdetti
- I Medicei: Campione d'Italia Serie A, promozione in Eccellenza
- Badia, Capitolina, Casale, Pesaro: retrocesse in serie B